# 9M120 Ataka-V

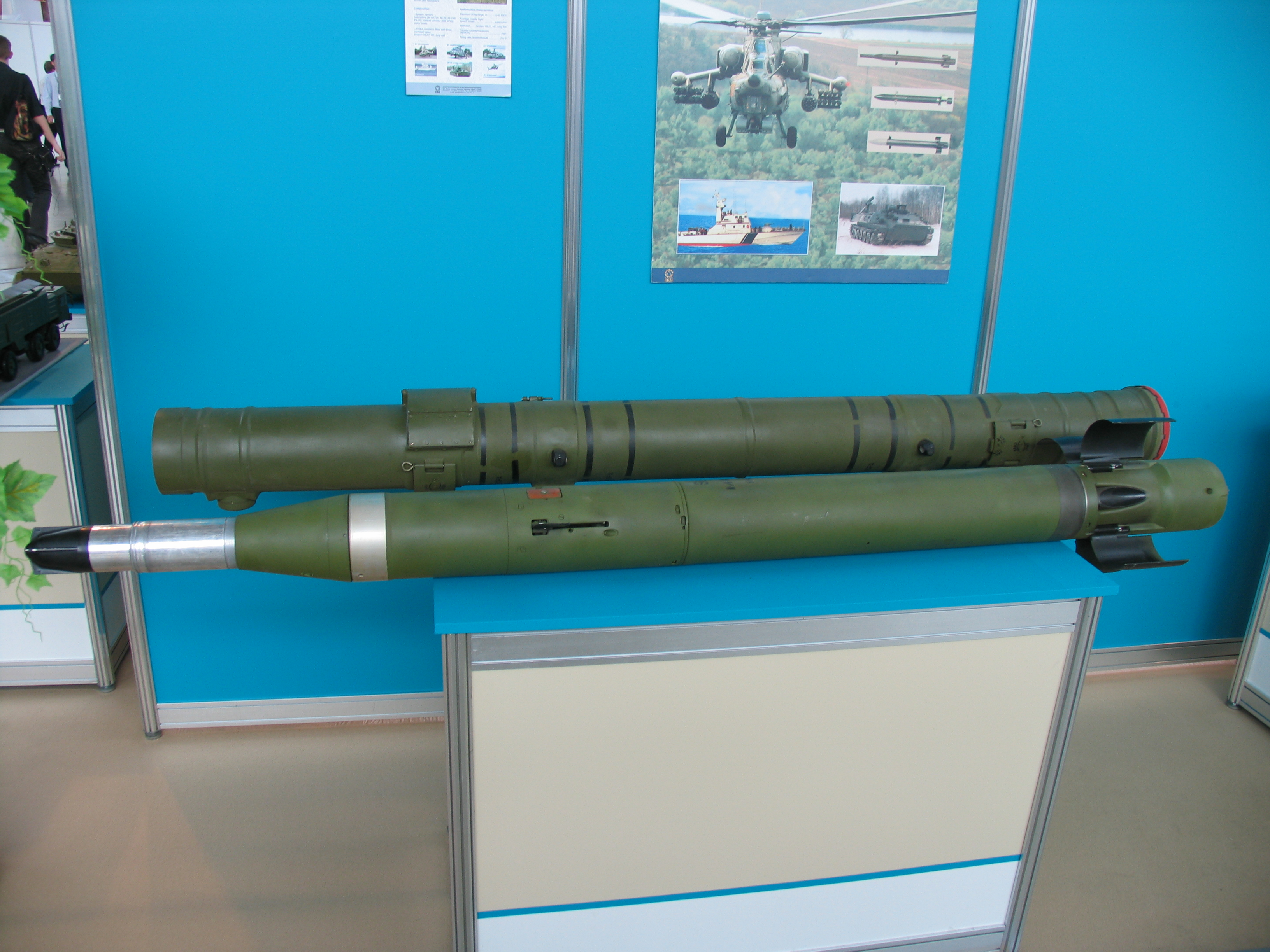
9M120 với đầu đạn HEAT nối tiếp

9M120 Ataka-V là tổ hợp tên lửa chống tăng dẫn hướng kiểu SACLOS bằng vô tuyến do Liên Xô sản xuất. Nó là thế hệ chính tiếp theo trong dòng tên lửa chống tăng 9K114 Shturm (AT-6 Spiral). Tổ hợp này thường bị nhầm lẫn với tổ hợp 9K121 Vikhr. AT-9 Spiral-2 là tên ký hiệu của NATO cho tổ hợp 9M120.
Đạn tên lửa được thiết kế để tiêu diệt các xe tăng trang bị giáp Chobham như M1 Abrams của Mỹ và Challenger 2 của Anh.

## Phát triển
Tổ hợp này được thiết kế bởi KBM, Kolomna. Nó được trang bị vào thập niên 1990, được đề cập đến đầu tiên trong các tài liệu của Nga vào khoảng năm 1992. Nó là một sự phát triển của tổ hợp 9K114 Shturm (AT-6 Spiral) - nặng hơn và nhanh hơn. Tầm bắn và độ chính xác của tổ hợp này tăng đáng kể so với 9K114 Shturm.
Đạn tên lửa của tổ hợp 9M120 thường bị nhầm lẫn ở phương Tây với đạn tên lửa bám chùm laser 9A1472 Vikhr sử dụng trên các trực thăng Kamov và máy bay cường kích Sukhoi (cũng như Mi-24/35 nâng cấp của Ukraina). Hai tổ hợp 9M120 và 9A1472 hoàn toàn không liên quan gì về thiết kế và chúng đang cạnh tranh nhau khốc liệt trên thị trường buôn bán vũ khí.

## Miêu tả

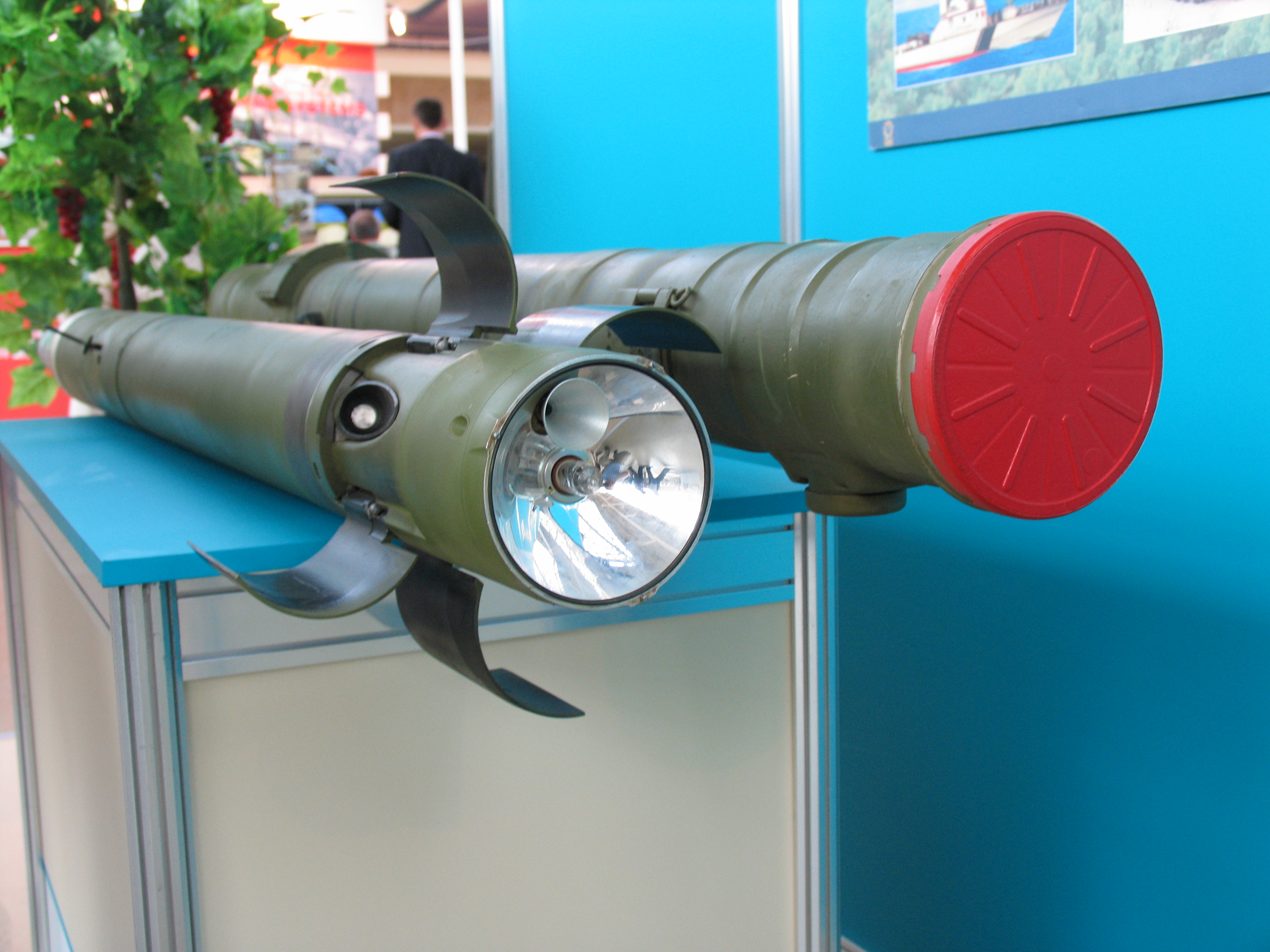
Phần phía sau của tổ hợp 9M120

Đạn tên lửa được bảo quản trong một ống nhựa gia cố bằng thủy tinh, ống bảo quản này cũng là ống phóng đạn tên lửa. Đạn tên lửa của tổ hợp 9M120 có tốc độ nhanh hơn AT-6 Spiral, với tầm bắn xa hơn một chút so với phiên bản ban đầu. Nó vẫn sử dụng hệ dẫn hướng chỉ huy qua vô tuyến, nhưng tổ hợp 9M120 đã được cải tiến so với 9K114 Shturm.
Có ba loại đạn tên lửa chính tương thích với hệ thống phóng. Thứ nhất là vũ khí chống giáp hai tầng. Thứ hai là đạn tên lửa có tên gọi 9M120F, loại đạn tên lửa này có một đầu nổ thermobaric để chống các hỏa điểm bộ binh. Cuối cùng là phiên bản đầu nổ que cận đích 9A220O. Điều này khiến tổ hợp 9M120 có khả năng không đối không hạn chế.
Tổ hợp 9M120 được trang bị cho trực thăng Mi-28 và một số phiên bản của Mi-24. Nó cũng thường được trang bị cho các phiên bản tàu phóng tên lửa và xe bộ binh (Ataka-T).

## Thông số kỹ thuật 9M120 (AT-9 Spiral-2)
- Chiều dài: 1830 mm
- Sải cánh: 360 mm
- Đường kính: 130 mm
- Trọng lượng phóng (gồm cả container): 49.2 kg - 48.5 kg
- Tốc độ: 550 m/s
- Tầm bắn: 400 m - 6 km \ 800 m - 8 km cho kiểu 9М120М
- Hệ dẫn hướng: lệnh điều khiển qua vô tuyến SACLOS
- Đầu nổ: đầu nổ lõm nối tiếp (5–8 kg) HEAT 800 mm chống giáp RHA sau giáp ERA / 900 mm chống giáp RHA sau giáp ERA đối với 9М120М

## Các biến thể
- 9M120 Ataka-V "AT-9 Spiral-2" tổ hợp dẫn hướng kết nối điều khiển qua đường vô tuyến SACLOS. (thực tế là dẫn hướng laser)
  - 9M120 với đầu nổ nối tiếp HEAT.
  - 9M120F với đầu nổ thermobaric để chống công sự, tòa nhà và các hang động.
  - 9A220O với đầu nổ que, chống trực thăng.
  - 9M120M phiên bản cải tiến.

## Quốc gia sử dụng
Nga
 Venezuela